# Хотово
Хо̀тово (понякога Отово) е село в Югозападна България. То се намира в община Сандански, област Благоевград.

## Население

### Етнически състав
Преброяване на населението през 2011 г.
Численост и дял на етническите групи според преброяването на населението през 2011 г.:
|                     | Численост |
| Общо                | 99        |
| Българи             | 97        |
| Турци               | -         |
| Цигани              | -         |
| Други               | -         |
| Не се самоопределят | -         |
| Неотговорили        | 1         |

## География
Надморската височина е около 150 – 200 метра. Климатът в този район се отличава с високи температури. В този регион са измерени температурни рекорди в страната. Село Хотово се намира на около 9 километра от град Сандански и на 6 километра от град Мелник.

## История
През XIX век Хотово е неголямо чисто българско село, числящо се към Мелнишката кааза на Османската империя. В „Етнография на вилаетите Адрианопол, Монастир и Салоника“, издадена в Константинопол в 1878 година и отразяваща статистиката на населението от 1873 година, Хотово (Hotovo) е посочено като село с 48 домакинства със 170 жители българи.
В 1891 година Георги Стрезов пише за селото:
| „ | Хотово. Това село се намира до Мелничката река, от десния ѝ бряг. Сградено е в едно долище. Далеч е от Мелник 2 часа на ЮЗ. Поминъкът на жителите същият, както в Батък. Гръцка църква „Св. Никола“. В селото има още развалини от три други стари църкви. Няма училище; преди 3 години имало гръцко. От Хотово, както и от околните села много момчета следуват в гръцкото Мелничко училище; за да се прехранват слугуват у гърците. 45 къщи, само българе. | “ |

Според статистиката на Васил Кънчов („Македония. Етнография и статистика“) от 1900 година селото брои 270 жители, всички българи-християни.
Според статистиката на секретаря на Българската екзархия Димитър Мишев („La Macédoine et sa Population Chrétienne“) в 1905 година християнското население на Хотово (Hotovo) се състои от 360 българи екзархисти. В селото има 1 начално българско училище с 1 учител и 23 ученици.
При избухването на Балканската война през 1912 година седем души от Хотово са доброволци в Македоно-одринското опълчение.

## Културни и природни забележителности
- Минерална баня. Има няколко минерални извора. В селото е изградена и минерална пералня.
- Според метеорологичната статистика района в село Хотово е район с най-много слънчеви дни в годината в България. Това обуславя и поминъка на жителите на селото – в района на село Хотово са изградени хиляди декари с лозови масиви, където се отглеждат предимно лози от прочутия сорт широка мелнишка лоза както и сорта „Мелник 55“. Тези два сорта лози се нуждаят от много слънце и топлина, каквито има в изобилие в този регион и не се отглежда в никои други региони в страната.

## Редовни събития
Всяка година на 14 октомври в селото се провежда събор от живущите в селото.

## Личности
Родени в Хотово
- Андон Иванов Солунов (1887 – ?), македоно-одрински опълченец, четата на Яне Сандански, 2 рота на 14 воденска дружина[8]
- Солун Андонов Солунов /1913 – 2006/, участник в боевете в „Дравската епопея“ през втората световна война в състава на 16-а пехотна Беломорска дивизия.
- Борис Цветков (1918 – 2018), български дипломат[9]
- Георги Константинов (1875 – 1969), български революционер, деец на ВМОРО
- Георги Христов, македоно-одрински опълченец, 1 рота на 15 щипска дружина[10]
- Георги Христов (1893 – ?), македоно-одрински опълченец, четата на Никола Парапанов, носител на орден За храброст IV степен[10]
- Коле Янев Пецурков, македоно-одрински опълченец, 2 рота на 15 щипска дружина[11]
- Коло Хотовски (1881 – ?), македоно-одрински опълченец, четата на Яне Сандански[12]
- Константин Николов (1891 – ?), македоно-одрински опълченец, 3 и Нестроева рота на 5 одринска дружина[13]
- Роза Цветкова (1931 – 2016), българска народна певица
- Стефан Константинов (1873 – 1913), български революционер, деец на ВМОРО
- Стойчо Георгиев Стойков (1918 – ?), член на РМС от 1938 г., на БКП от 1942 г., в 1944 г. става партизанин в отряд „Яне Сандански“, след Деветосептемврийския преврат е офицер от БНА[14]
- Стоян Костадинов (1885 – ?), македоно-одрински опълченец, 2 рота на 13 кукушка дружина[15]